# أنطون بطرس عريضة

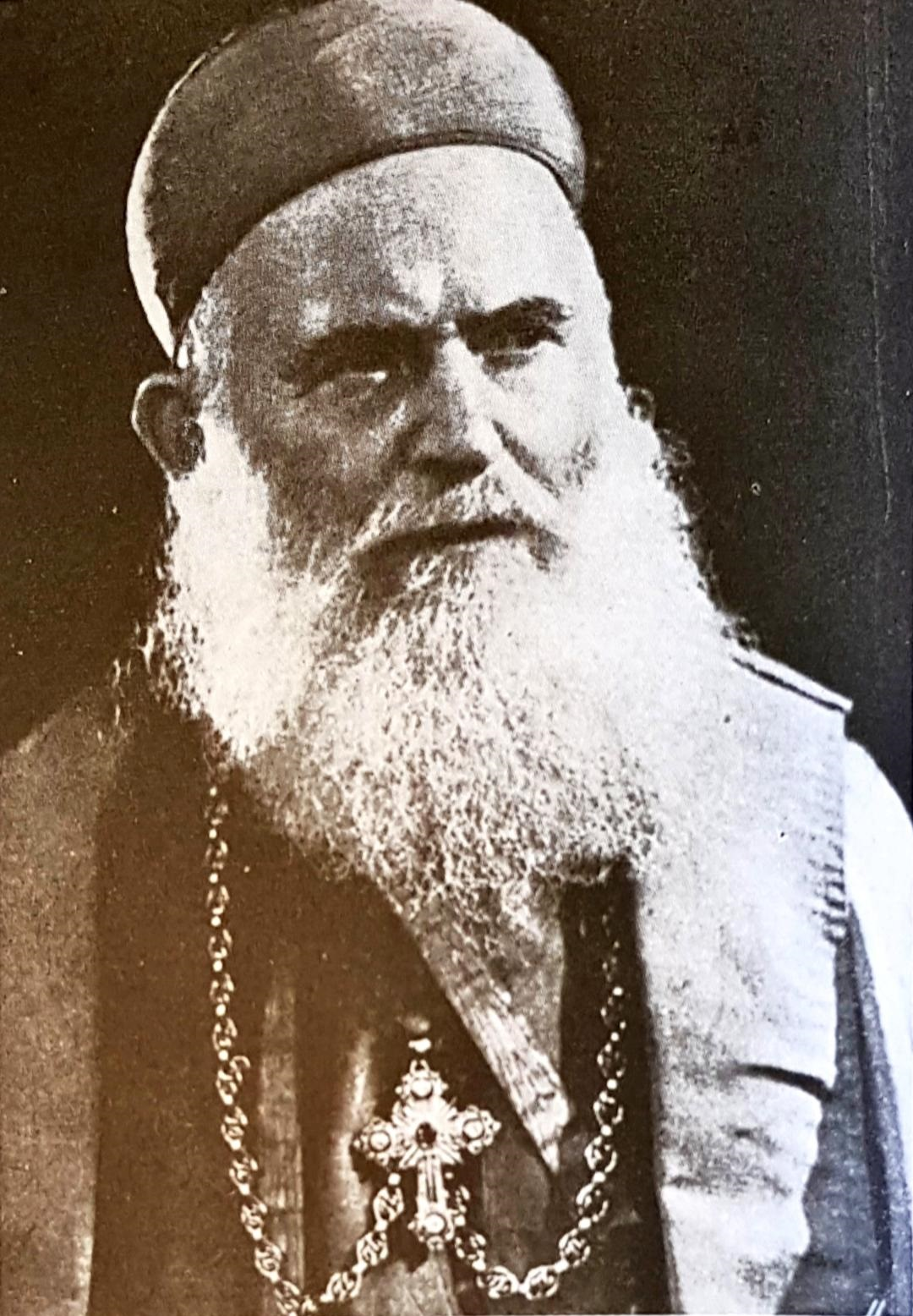

أنطون بطرس عريضة (1863 - 1955) البطريرك الماروني الثالث والسبعون بدءًا من عام 1932 وحتى وفاته عام 1955. قال عنه البطريرك بشارة بطرس الراعي: البطريرك أنطون عريضة الذي رهن صليبه وخاتمه مطرانا لإطعام جياع الحرب العالمية الأولى، والذي عمل على استكمال استقلال لبنان بجلاء الجيوش الأجنبية سنة 1943. وهو أيضًا مؤلف وله العديد من المؤلفات في الأدبية مكتوبة باللغة العربية ذكرها لويس شيخو في كتابه «تاريخ الآداب العربية».

## حياته
ولد البطريرك عريضة في 2 أغسطس 1863 في بشري شمال لبنان، آخر بطريرك انتخب من محافظة شمال لبنان؛ التحق عام 1879 بمدرسة مار يوحنا مارون حيث تلقى دروسه الأولى وداوم فيها خمس سنوات، ثم أتمها في اللاهوت والفلسفة في مدرسة سان سولبيس في باريس حيث درس لمدة ستة سنوات، وكان يجيد العربية والسريانية والفرنسية. إثر إتمامه دروسه وعودته إلى لبنان سيم كاهنًا عام 1889 وعينه البطريرك يوحنا الحاج أمينًا لسره.
في 31 يوليو 1905 منحه البابا بيوس العاشر لقب أسقف، أصبح مطران طرابلس التي كانت تشمل محافظة شمال لبنان إلى جانب اللاذقية وطرطوس وحماة في سوريا في يونيو 1908، وخلال توليه مطرانية طرابلس شيّد كرسي المطرانية في كرم سدّه، وشيد أو رمم ستين كنيسة في مطرانيته. خلال الحرب العالمية الأولى والمجاعة التي اجتاحت متصرفية جبل لبنان ومناطق أخرى في سوريا، تولى البطريرك مهمة توزيع الطعام على الفقراء.

## مطران طرابلس
ففي مطلع العشرينات، قام مطران طرابلس للطائفة المارونية انطون عريضة بشراء مساحات شاسعة من الأراضي الواقعة خلف الجهة الجنوبية لشارع عزمي تقدر بستين ألف متر مربع. وهناك بنى مقراً حديثاً للأبرشية المارونية واختار لها هندسة معمارية إيطالية، وهي في واقع شكلها بناء دائري حول صليب يتفرع عنه نوافر «وقد يكون مستمداً من شكل مدافن روما القديمة التي التجأ إليها المسيحيون الأوائل المضطهدون في روما أثناء حكم الإمبراطور نيرون». وبناء الأبرشية كان من ثلاث طبقات وروف يعلوه مجسم صليب ضخم وهي أول بناء أقيم في شارع عزمي وسط سريان أخبار في صفوف أصحاب الأملاك والبساتين من ان الدولة في صدد إنشاء ساحة عامة مقابل الأبرشية وستمنع البناء بمواجهتها.
وأثار ذلك ضجة من نتائجها المباشرة امتناع أصحاب البساتين هناك من بيع أملاكهم للأبرشية. وبنيت فجأة على الجانب الأيسر لشارع عزمي ثلاثة أبنية وشاع حينها في المدينة أن الهدف هو حجب منظر الأبرشية عن شارع عزمي والحؤول دون إقامة ساحة عامة هناك.
أما الجانب الأيمن للشارع فقد ظل بساتين حتى الستينات، والملفت أن محمد البابا صاحب البناية الشهيرة باسمه في أول شارع عزمي على الجانب الأيسر (بمواجهة الأبرشية) كان نفسه صاحب البستان الشهير باسمه على الجانب الأيمن وهو قد بنى بنايته في مساحة مثلثة تضيق في بدايتها ثم تنفرج مما يشكل صعوبة هندسية في حين أن بستانه المقابل كان أكثر ملاءمة للبناء فيه. وتحاذي مبنى البابا بناية حسين آغا وهي أول بناية تقام في طرابلس من خمسة طوابق بمواجهة الأبرشية وقد حجبتها تماماً، أما البناية التي حجبت منظر الأبرشية من الجهة الشمالية الشرقية فعرفت ببناية حولاّ وكانت دائرية الشكل.
أن قصة بناء الأبرشية وما رافقها واستتبعها يوحي بشكل من أشكال المواجهة التي كانت قائمة. فباني الأبرشية هو البطريرك عريضة (المتحدر من شمالي لبنان) وصاحب النشاطات الاقتصادية مثل تأسيس شركتي قاديشا والترابة اللبنانية، والأبرشية كانت حينها مركزاً فعالاً على المستويات الدينية والاجتماعية وهي محطة دائمة لموكب البطريرك أثناء انتقاله من وإلى مقرّيه الصيفي في الديمان والشتوي في حريصا. والمواجهة التي كانت واقعيتها عمرانية تشكل مشهداً عمرانياً فريداً: الأبرشية ذات الشكل غير المألوف، بناية حولاّ الدائرية، بناية البابا المثلثة الشكل والغنية بزخرفاتها الخارجية، بناية حسين آغا «الشاهقة الارتفاع» حينها..
ان كل هذا المشهد العمراني الجديد قد تأسس على المواجهة والتقابل بقصد إبراز صعود قوى جديدة نازحة وفاعلة في الوسط المحلي أو الحجب والستر.
أما الأملاك الشاسعة التي اشتراها البطريرك عريضة فأعاد بيعها «وساعد بها عائلات بإعطائها قطع أرض للبناء عليها» ومن أبرزها عائلات الزبليط وكيروز وعريضة ورفيع. وقد احتفظت الأبرشية بحوالي عشرة آلاف متر مربع حولتها إلى حديقة خلفية أحاطتها بسور كان موقع الأبرشية فيها الطرف الشمالي الشرقي دون وجود فسحة أمامها بل خلفها وبجانبها الغربي. وسمي المكان هناك بشارع المطران الذي شكل نقطة جذب سكني للطائفة المارونية.

## بطريركيته
انتخب بطريركًا في عيد القديس أنطون يوم 17 يناير 1932، وأرسل له البابا في روما درع التثبيت المعروف باسم الباليوم في 13 مارس 1933؛ كان من أعمال بطريركيته توسعة وترميم المقر البطريركي الصيفي في الديمان شمال لبنان، بمساعدة مالية من شقيقه رشيد عريضة، وبنائه كنيسة الصرح التي تولى صليبا الدويهي رسم أيقوناتها وجدرانياتها الداخلية، كما أسس حديقة البطاركة إلى جانب الصرح. عرف عن هذا البطريرك دعمه لفقراء الشعب من الفلاحين، وسعيه لاستصلاح عدد وافر من الأراضي الميتة، ومن إنجازات بطريركيته أيضًا تأسيس مقر الطائفة المارونية في مارسيليا جنوب فرنسا، ليقوم بتثميله فيها وخدمة موارنة المدينة.
قام البطريرك أيضًا بتأسيس دير أميون للراهبات، وأسس في شكا ما كان يعرف باسم «شركة الترابة اللبنانية» التي أصبحت من أكبر المعامل في لبنان.
على الصعيد الطقسي، فإن طباعة كتب الطقوس المارونية بعد مراجعتها وتنقيحها ثم صدورها عن الكرسي البطريركي، يعتبر من أبرز أعماله، إلى جانب إعادة إصدار رتبتي العماد والميرون حسب الطقس الماروني عام 1942، كما أنه منح الآباء اليسوعيون إدارة المدرسة الإكليريكية المارونية في غزير، وافتتح إكليركية ثانية في عين ورقة ثم انتقلت إلى دير مار عبدا هريريا عام 1944 وتخضع إدارتها مباشرة للكرسي البطريركي. في 1 أبريل 1951 أقر مؤتمر بكركي الذي برئاسة البطريرك وحضور المطارنة والنواب الموارنة مشروع قانون الأحوال الشخصية للطوائف الكاثوليكية الذي صدّق عليه المجلس النيابي اللبناني في 22 أبريل من العام نفسه، وكذلك فقد تمّ تأسيس الرابطة المارونية في لبنان، خلال عهد هذا البطريرك، لتكون أشبه بالمجلس الملي العام للأقباط في مصر، أي هيئة مدنية من غير الكهنة تساعد في إدارة شؤون الكنيسة. وخلال عهد البطريرك عريضة صد قانون الحق القانوني للكنائس الكاثوليكية الشرقية والذي قلّص صلاحيات البطريرك ومنح الجزء الأكبر منها للمطارنة، بحيث اقتصرت صلاحيات البطريرك على الشؤون الطقسية، وهو ما أسماه الأباتي بولس نعمان «ضعف نفوذ البطريرك الكنسي».
على الصعيد السياسي، فقد دعم البطريرك عريضة ميلاد الجمهورية اللبنانية وبعد طول صراع مع فرنسا حول إنهاء الانتداب، وهو ما اعتبره الصحفي طوني عيسى «جرأة» من البطريرك خصوصًا إثر معارضة عدد من الأطياف السياسية المارونية للانفصال عن فرنسا التي كانت ملقبة «الأم الحنون»، وهو ما أدى تلقائيًا حسب نظر عيسى إلى مزيد من «الانفتاح على الشريك المسلم»، كما أنه ورغم رفضه بروتوكول الإسكندرية «لأنه يمس باستقلال لبنان» إلا أنه أقام حوارًا مع سوريا وسُمي فيم مظاهرات انطلقت في دمشق تنديدًا بالانتداب «حبيب الله»، كما أنّه قاطع المفوض الفرنسي دو مارتيل في أعقاب الخلاف حول احتكار «شركة الريجي».
بعد نيل الاستقلال عام 1943 رعى البطريرك ما يعرف باسم «الميثاق الوطني» بين رئيس الجمهورية بشارة الخوري ورئيس مجلس الوزراء رياض الصلح؛ نصّ الاتفاق على قبول جميع اللبنانين استقلال لبنان وعدم تبعيته لسوريا أو أوروبا، وعدم ارتباطه بأي محور. ونصّ الاتفاق أن لبنان دولة ذات وجه عربي ويتعاون مع الدول العربية إلى أبعد الحدود مع «حفاظه على سيادته وحريته التامة»، كذلك فقد كان من بنود الاتفاق احتفاظ الموارنة برئاسة الجمهورية اللبنانية على أن يكون للمسملين السنة رئاسة مجلس الوزراء والمسلمين الشيعة رئاسة مجلس النواب.
في 14 يونيو 1948 ومع تقدّم البطريرك في العمر، عيّن الكرسي الرسولي لجنة مؤلفة من أربعة مطارنة هم بولس المعوشي (الذي سيغدو البطريرك) وعبد الله الخوري وبطرس ديب وإغناطيوس زيادة لتسيير الشؤون الإدارية في البطريركية، وهناك من يضع خلافات دارت بين البطريرك مع عدد من المطارنة كأحد أسباب تشكيل اللجنة، التي استمرت اللجنة في عملها سبع سنوات إلى أن توفي البطريرك عريضة عن عمر 91 عامًا في 19 مايو 1955 ودفن في كنيسة الديمان التي شيدها، وكتب في وصيته أن توزع أمواله التي ورثها من عائلته للمشاريع الخيرية وإعالة الكهنة المسنين، ويذكر أن آخر كلمات البطريرك كانت «فليحفظ الله لبنان».

## مواقع خارجية
- البطريرك أنطون بطرس عريضة، عميد لبنان ورجل الاستقلال: دوره الروحي والسياسي والاقتصادي.
- بطاركة من تاريخ الموارنة على يوتيوب.
- البطريرك أنطون بطرس عريضة.(بالإنجليزية)
- البطاركة الموارنة.(بالإنجليزية)

| سبقه إلياس بطرس الحويك | بطريرك أنطاكية وسائر المشرق للموارنة 1932 - 1955 | تبعه بولس بطرس المعوشي |